# Pāskī Maḩalleh
Pāskī Maḩalleh (persiska: كَتِه پُشتِ سُفلَى, كُتِه پُشتِ پاسَگی مَحَلِّه, Kateh Posht-e Soflá, پاسکی محله) är en ort i Iran.   Den ligger i provinsen Mazandaran, i den norra delen av landet, 120 km nordost om huvudstaden Teheran. Pāskī Maḩalleh ligger 119 meter över havet och antalet invånare är 249.
Terrängen runt Pāskī Maḩalleh är platt norrut, men söderut är den kuperad. Runt Pāskī Maḩalleh är det ganska tätbefolkat, med 149 invånare per kvadratkilometer. Närmaste större samhälle är Āmol, 4,4 km nordväst om Pāskī Maḩalleh. I omgivningarna runt Pāskī Maḩalleh växer i huvudsak blandskog.